# Диверикз
Диверикз (Дивирикс, Дивирик) — божество, когда-то чтимое балтскими племенами.
В Ипатьевской летописи упоминается как литовский «заячий бог»: в рассказе о Миндовге утверждается, что он, несмотря на крещение, поклонялся языческим богам

первомоу Нънадѣеви и Телѧвели и Диверикъзоу заеӕчемоу бо҃у и Мѣидѣиноу егда выѣхаше на поле и выбѣгнѧше заӕць на поле в лѣсъ рощѣниӕ не вохожаше воноу и не смѣӕше ни розгы оуломити

«Хроника Быховца» (известна по списку XVII века) в описании правления Миндовга повторяет сведения Ипатьевской летописи, поэтому упоминает тех же «богов». Миндовг постоянно приносил своим богам втайне жертвы, первому Нонадаеву, Телявели и Диверику, заячьему богу и Медину, и когда выезжал в поле и перед ним заяц пробегал по полю в лес, и он в тот лес не входил и людям запрещал, чтобы там даже и прута не ломали, и богам своим приносил жертвы, и тела мертвых сжигал и язычество своё явно соблюдал:

ofiry czynił bohora swoim wtayne, perszym Nonadajawi, Telaweli, Dyweryk, zaieczyiemu bohu y Medynu. Y koli wyiedet na pole, y beżyt zaiec na pole w hay pered nim, y on w tot les ne wchożywał у ludem zakazał, ani rozgi sztoby ne wyłomali.

По одной версии, появившейся в XIX веке, это было бог — повелитель богов (лит. dievų rikis). Эту версию поддерживала Мария Гимбутене и А. Ж. Греймас. По другим представлениям, Диверкиз этимологизуируется как «бич бога» (лит. Dievo rykštė) и представляет собой перифрастическое или эвфемистическое именование бога громовержца Перкунаса.
По мнению А. Дайлидова и К. Костяна, Нанадай, Телявель и Дивирикс — это не имена богов, а неправильно понятые слова из молитвы «Отче наш» на ятвяжском языке: «пусть будет воля Твоя, Господи Боже».